# Bastipur (Sindhuli)
Pour les articles homonymes, voir Bastipur.
Bastipur (en népalais : बस्तिपुर) est un comité de développement villageois du Népal situé dans le district de Sindhuli. Au recensement de 2011, il comptait 3 029 habitants.